# Замок Трой

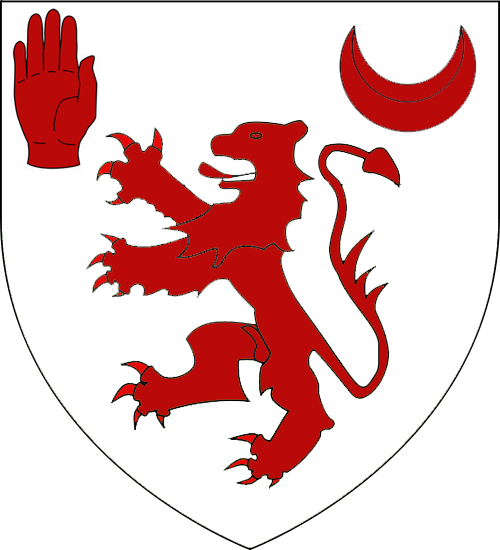
Герб вождів клану Мак Кех.

Герб вождів клану О'Браєн.

Замок Трой (англ. Castle Troy, ірл. Caladh an Treoigh) — замок Калад ан Тройх, один із замків Ірландії, розташований в графстві Лімерік, на околиця міста Лімерік. Замок був побудований в часи правляння короля Англії Генріха ІІІ (1216—1272). Пізніше був неодноразово суттєво перебудований в XV та в XVI століттях. Нині замок лежить в руїнах. Тільки одна стіна збереглася майже до повної висоти. На другому та на четвертому поверхах збереглися фрагменти кімнат. Невеликий отвір в стіні веде до гвинтових сходів. Сходи збереглися лише до третього поверху, далі тільки фрагменти. На третьому поверсі є залишки кутової башточки.
Біля замку є старовинне єврейське кладовище. Воно було відновлене в 1990 році. У 1904 році це кладовище було сильно зруйноване юрбою релігійних фанатиків, яких очолював священик Джон Крех. Притулок місцевій єврейській громаді тоді надали жителі міста Корк.

## Історія замку Трой
Колись замок Трой був частиною ланцюга замків, що оточували і захищали місто Лімерік, але потім цей ланцюг оборони був повністю зруйнований.

### Твердиня кланів О'Браєн та Мак Кех
Замок Трой був побудований в ХІІІ столітті ірландським кланом О'Браєн. Судячи по всьому на цьому місці до того теж були якісь укріплення чи фортеця. Назва Трой давня — виникла задовго до побудови замку. Давня назва Цієї місцини Калад ан Тройх, що означає «осідок Троя», де Трой чи Тройх — власне ім'я якогось вождя клану. Можливо назва пов'язана з кланом О'Туррайн, що володів колись цими землями і використовував місцеву гавань для навігації. Клан О'Браєн побудував тут замок для захисту своїх земель. Далі були землі, які захопили англо-норманські феодали і побудували замок Короля Джона. Потім замок захопив ірландський клан Мак Кех. Невідомо, чи цей клан захопив замок силою, чи це був договір з кланом О'Браєн.

### Легенди замку Трой
Клан Мак Кех стверджує, що вони мають королівське походження і що вони походять від короля Фергуса Мак Ройха — короля Ольстера, що воював з королевою Коннахта — королевою Медб. Кажуть, що походження клану Мак Кех було описане в історичному переказі, що був частиною Ольстерського циклу, але ця частина була втрачена, коли Сенхан Торпейст був страчений в замку Дунгвайр. Клан Мак Кех мав в свій час свою легенду про замок Трой — сумну і трагічну. Цю легенду записав поет Майкл Хоган в своїй книзі «Легенди Томонда», зокрема в поемі «Красуня Пласс». Згідно з цією легендою дочка вождя клану Мак Кех жила в замку Трой. Її вкрав вождь іншого клану і примушував з ним одружитися, але вона категорично відмовилась. Клан Мак Кех вислав погоню і відбувся жорстокий бій. За словами Майкла Хогана: «Клан Мак Кех переміг розбійників в бою,/ Але спис влучив у груди його дочки…» Місцеві рибалки люблять переказувати цю легенду і розповідають, що вечорами дочка вождя клану досі озивається луною над річкою.

### Графи Десмонд і замок Трой
У замку Трой бувала Катерина Фіцджеральд — «Стара графиня» — матріарх Джеральдинів. Кажуть, що вона прожила більше 100 років і померла в 1504 році. Але це легенда.
Клан Мак Кех довго володів цими землями та замком Трой, але в часи правління королеви Англії Єлизавети І замок захопили графи Десмонд. Графи Десмонд були норманського походження, але на відміну від клану О'Браєн, що зайняв тоді капітулянську позицію, графи Десмонд в ті часи боролися за незалежність Ірландії і здійняли повстання проти англійської влади. У 1574 році граф Десмонд — Джеральд Фіцджеральд здійняв чергове повстання проти англійської влади і воював з Англією до 1582 року, до того часу як він був вбитий людьми клану Моріарті з замку Кастлдрум — клан Моріарті хотів таким чином отримати милості від королеви Англії і права на землі. Вожді клану Моріарті хотіли отримати титул графа і владу над навколишніми землями, але все кінчилось тим, що вождь клану Моріарті поклав голову на плаху в лондонському Тауері. Землі графів Десмонд та клану Моріарті були розділені між англійськими феодалами. Замок Трой став власністю сера Джона Берка Бріттаса.

### Сер Джон Берк і замок Трой
Сер Джон Берк походив з відомої англійської аристократичної родини, що жила в Лімеріку. Він був родичем баронів Берк з Кастлконнелл. Але це була помилка англійської корони — Джон Берк хоч і був англійського походження, але був прибічноком ірландських католиків. Коли переслідування ірландських католиків було послаблене, він взяв участь в католицькому русі собору Святої Марії. Переслідування католиків відновилося, він був заарештований. Але сер Джордж Торнтон домігся його звільнення. Джон Берк продовжив боротьбу, переховував католицьких священиків, що тікали від переслідувань. Його двоюрідний брат Теобальд довідався про це і вирішив скористатися ситуацією. Ще до цих подій він спробував привласнити баронство Кастлконнелл, стверджуючи, що його племінник Едмонд незаконнонароджений. У 1607 році він очолив загін англійських солдат, які намагалися заарештувати священиків, що правили месу в замку Трой. Сер Джон відмовився їх видати, замок був обложений. Сер Джон зумів втекти з обложеного замку, намагався втекти до Іспанії, але був схоплений. Йому виникли вирок повішення і колесування, але він був настільки популярний в Ірландії, що англійська влада побоялася виконати цей вирок. Але потім його все одно повісили, а замок та маєтки передали Теобальду.

### Війни XVII століття
Теобальд отримав титул барона Бріттас і жив би спокійно в замку Трой до своєї смерті в 1654 році, але в 1640 році спалахнуло повстання за незалежність Ірландії. Почалась війна армії Ірландської конфедерації та армії Олівера Кромвеля. У 1650 році генерал Генрі Айретон обложив Лімерік, але змушений був зняти облогу — йшла зима. Наступного року він повернувся в Лімерік. Замок Трой був у нього на шляху. Замок був знищений вогнем гармат і взятий штурмом. Хоган написав про це наступне: «Сірий замок Трой — війна й припливи, твій час пробив, / Стіни старого вождя руйнує зброя, / Сум і пуска після нападу і руйнування, / Минули славетні дні, коли Зелена Ейре була нацією. / Тут войовничий клан Мак Кех правив і боронився, / Часто в битвах дзвеніли мечі і списи, / І тільки гармати Кромвеля / Зруйнували міцні замки і стіни берегів Шеннона…»
Але це ще не було кінцем замку Трой. У 1690 році Лімерік став ареною вільямітських (якобітських) війн. Оборону Лімеріку вели сили католиків — прибічників короля Якова ІІ, штурмували Лімерік армії протестантів короля Вільяма ІІІ. У 1691 році в Лімеріку був підписаний договір, згідно з яким католики отримували рівні права з протестантами і католицькій армії дозволено було безперешкодно покинути Ірландію. Але Англія порушила договір ще до того, як висохло на папері чорнило. Замок Трой зазнав чергового нападу і руйнування. Нині замок Трой лежить в руїнах і нагадує старого солдата, що сидить калікою всіма забутий і залишений.